# August Alexander Klengel

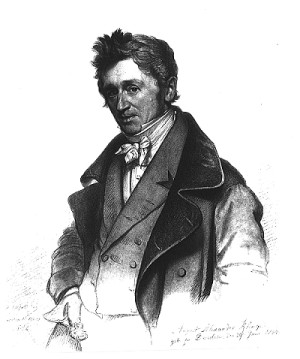
August Alexander Klengel

August Stephan Alexander Klengel (* 29. Juni 1783 in Dresden; † 22. November 1852 ebenda) war ein deutscher Pianist, Organist und Komponist.

## Leben
August Klengel wurde als Sohn des Landschaftsmalers Johann Christian Klengel geboren und erhielt schon in früher Jugend eine Ausbildung als Musiker, insbesondere als Pianist, u. a. bei Johann Peter Milchmeyer (1750–1813).
Als 1803 Muzio Clementi, der bedeutendste Musikpädagoge seiner Zeit, Dresden besuchte, wurde Klengel dessen Schüler und begleitete ihn auch auf seinen Reisen. 1805 besuchten sie zusammen mit dem Pianisten Ludwig Berger St. Petersburg, wo sich die Wege trennten. Während Clementi nach London weiterreiste, verblieb Klengel bis 1811 in der russischen Hauptstadt, teils sich noch vervollkommnend, teils Unterricht gebend. Von St. Petersburg zog es ihn in die französische Hauptstadt Paris, wo ihn 1813 die Kriegsereignisse nach Italien ausweichen ließen. 1814 kehrte er in seine Heimatstadt Dresden zurück, ging aber schon 1815 nach London, wo er sich bis 1816 aufhielt. Hier erhielt er einen Kompositionsauftrag der Philharmonic Society und lieferte das Quintett für Klavier, Violine, Viola, Violoncello, Kontrabass (Piano Quintet).
1816 führte ihn die Ernennung zum königlich sächsischen Hoforganisten endgültig wieder in seine Heimatstadt zurück, wo er mit kurzen Unterbrechungen für Reisen nach Paris und Brüssel bis zu seinem Lebensende verblieb. Nach Brüssel zog ihn insbesondere seine enge Freundschaft zu François-Joseph Fétis.
Sein Grab liegt auf dem Eliasfriedhof in Dresden im Feld A 2-4.

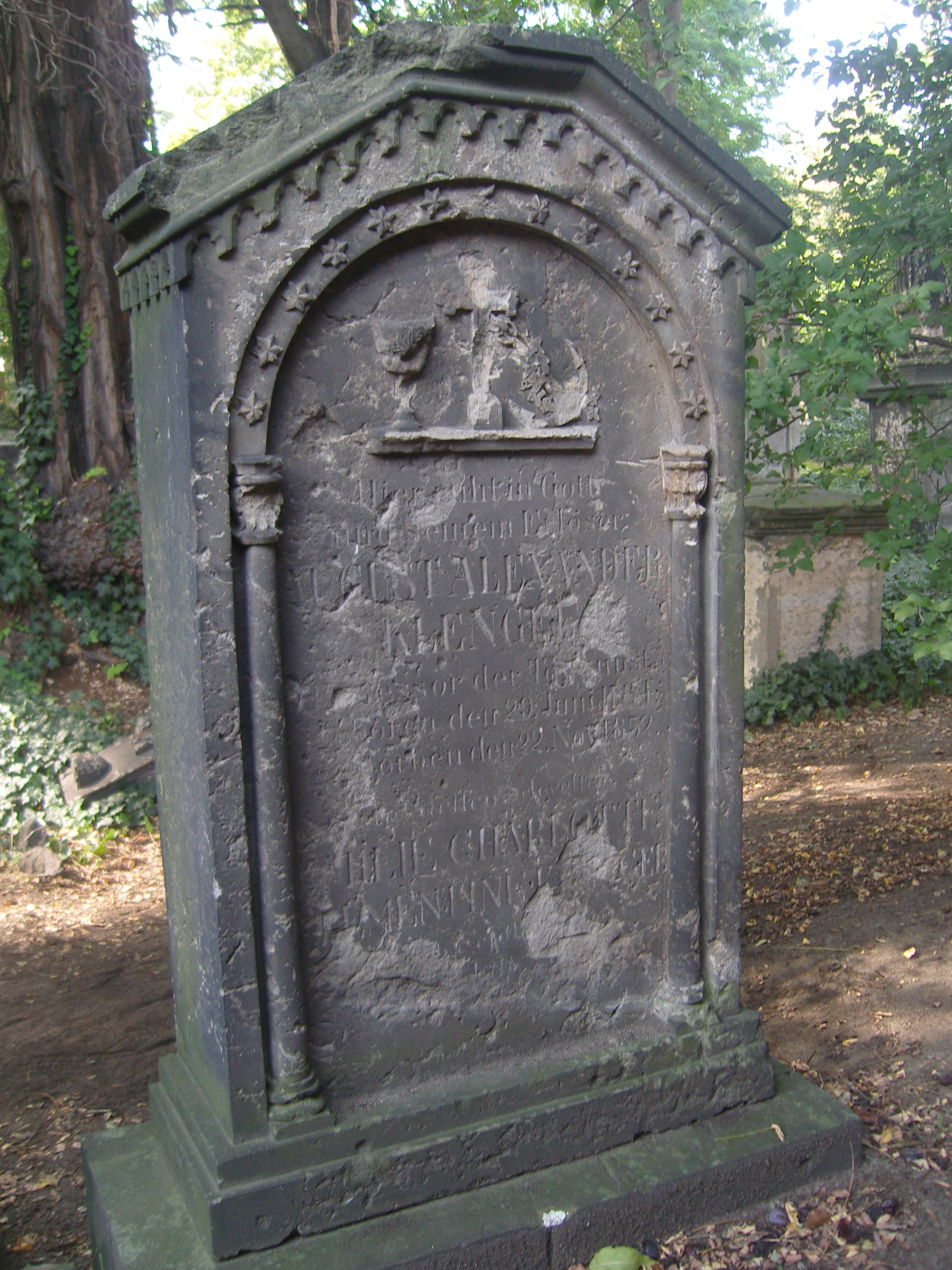
Grabmal von August Alexander Klengel auf dem Eliasfriedhof in Dresden

Der Nachwelt erhalten blieben unter anderem seine Klavierkonzerte (op. 4 und 29), eine Grand Polonaise concertante für Klavier, Flöte, Klarinette und Streicher (op. 35), ein Klaviertrio (op. 36), eine Fantasie für Klavier zu vier Händen (op. 31), mehrere Klaviersonaten (op. 1, 2 und 9) sowie verschiedene Rondos, Divertissements und Nocturnes. Erst nach Klengels Tod erschienen im Jahre 1854 mit einer Vorrede von Moritz Hauptmann seine Canons et Fugues dans tous les tons majeurs et mineurs pour le Piano. En deux parties. Das für seine Zeit einzigartige Werk ist vom Stil her an Bach und an Klengels Lehrmeister Clementi angelehnt. In ihm versucht Klengel eine Synthese von traditionellen und zeitgenössischen Kompositionstechniken. Manche Sätze daraus nähern sich dem Charakterstück. So ist Nr. 9 im zweiten Teil der Sammlung ein dreistimmiger Kanon im Tempo di Walzer. Chopin, der Klengel 1829 in Dresden besuchte, äußerte sich anerkennend über diese Stücke.

## Notenausgaben
- August Alexander Klengel: Kanons und Fugen in allen Dur- und Molltonarten. 2 Bände. Breitkopf und Härtel, Berlin/Brüssel/Leipzig/London/New York 1910.

## Diskografie
- Romance  op. 6, Anna Petrova-Forster, Klavier (Toccata Classics, TOCC 0417, 2018)
- Fantaisie sur un thème russe op. 25, Anna Petrova-Forster, Klavier (Toccata Classics, TOCC 0417, 2018)
- 3 Romances sentimentales de caractère mélancolique op. 34,  Anna Petrova-Forster, Klavier (Toccata Classics, TOCC 0417, 2018)
- Air suisse avec variations op. 32 for Violine und Klavier,  Keiko Yamaguchi, Violine, Anna Petrova-Forster, Klavier (Toccata Classics, TOCC 0417, 2018)
- 6 Nocturnes op. 23, Anna Petrova-Forster, Klavier (Toccata Classics, TOCC 0417, 2018)
- Grand Trio Concertant op. 36, Trio Klengel (Keiko Yamaguchi, Stefania  Verità, Anna Petrova-Forster,  Toccata Classics, TOCC 0417, 2018)